# Informbiro
Informbiro je kratica za Komunistični informacijski biro (1947–1955), nekakšno povezovalno organizacijo vseh komunističnih strank in kasneje komunističnih držav v Evropi.

## O Informbiroju
Informbiro je bil ustanovljen z namenom, da rešuje medsebojna vprašanja komunističnih strank, da enotno nastopa v svetu v imenu komunizma in da obvešča javnost o stanju Komunističnih partij, zlasti v načelnih zadevah. Organizacija je bila pod neposrednim vodstvom Stalina. Stalin je 28. junija 1948 v posebni resoluciji obtožil Komunistično partijo Jugoslavije (KPJ) za oddaljevanje od marksistične in leninistične ideologije, ter sovražen odnos do Sovjetske zveze (ZSSR) in jo izključil iz te organizacije. 

## Spor med Titom in Stalinom
Resničen razlog za spopad je bil spor med Stalinom in Titom, ker je slednji po drugi svetovni vojni želel večjo stopnjo samostojnega odločanja v jugoslovanski politiki. Tito je v spor s Stalinom prišel predvsem zaradi prizadevanj, da bi pod svojim vodstvom združil veliko balkansko federacijo vključno z Bolgarijo in Albanijo, kar pa sta poleg Stalina zavračali tudi bolgarska in albanska komunistična partija. Ko Tito kljub zahtevam Stalina ni želel odreči vojaške podpore partizanom na severu Grčije, ki so po koncu druge svetovne vojne skušali v državi prevzeti oblast, je prišlo do odkritega spora med Jugoslavijo in Sovjetsko zvezo. Stalin se je zavzemal, da bi lahko imel le on nadzor nad vsemi komunisti na svetu. V primeru Jugoslavije je to poskušal tudi s konkretnimi vojaškimi grožnjami. V času resolucije Informbiroja 1947– 1952 so številne sovjetske divizije jakosti milijona vojakov dejansko ogrožale našo takratno državo, hkrati pa so v Jugoslavijo pošiljali številne diverzante, teroriste in vohune. Divjala je prava »mejna vojna«, v kateri so se incidenti stopnjevali (1949 – 1.076 mejnih incidentov, 1950 – 937, 1951 – 1.517 in 1952 – 2.390), v katerih je bilo ubitih 18 in ranjenih okrog 100 vojakov Knoja oz. mejnih enot JLA. Ker so nekateri jugoslovanski komunisti podprli Stalina, je jugoslovanska oblast začela izvajati aretacije in likvidacije tako imenovanih Informbirojevcev. 
Leta 1949 je Tito ustanovil Goli otok, koncentracijsko taborišče za tiste, ki so ali naj bi podpirali Stalina. Spor med Sovjetsko zvezo in Jugoslavijo se je končal po Stalinovi smrti, uradno pa leta 1955 s podpisom beograjske deklaracije oz. s srečanjem Tita in Hruščova, novega ruskega generalnega sekretarja Komunistične partije Sovjetske zveze.
V času informbiroja so v SFRJ izključili iz KPJ okoli 60.000 članov, medtem ko so 16.312 ljudi poslali v razna taborišča (Goli otok, Grgur,...).